# Krjukiwschtschyna
Krjukiwschtschyna (ukrainisch Крюківщина; russisch Крюковщина Krjukowschtschina) ist ein 1701 gegründetes Dorf in der ukrainischen Oblast Kiew mit etwa 3500 Einwohnern (2006).
Die Ortschaft am westlichen Stadtrand von Kiew ist Teil der Stadtgemeinde Wyschnewe  im Rajon Butscha, die am 12. Juni 2020 durch die Zusammenlegung des Stadtrats von Wyschnewe und des Dorfrats von Krjukiwschtschyna des damaligen Rajon Kiew-Swjatoschyn gebildet wurde.
Am 17. Juli 2020 kam es im Zuge einer großen Rajonsreform zum Anschluss des Rajonsgebietes an den Rajon Butscha.

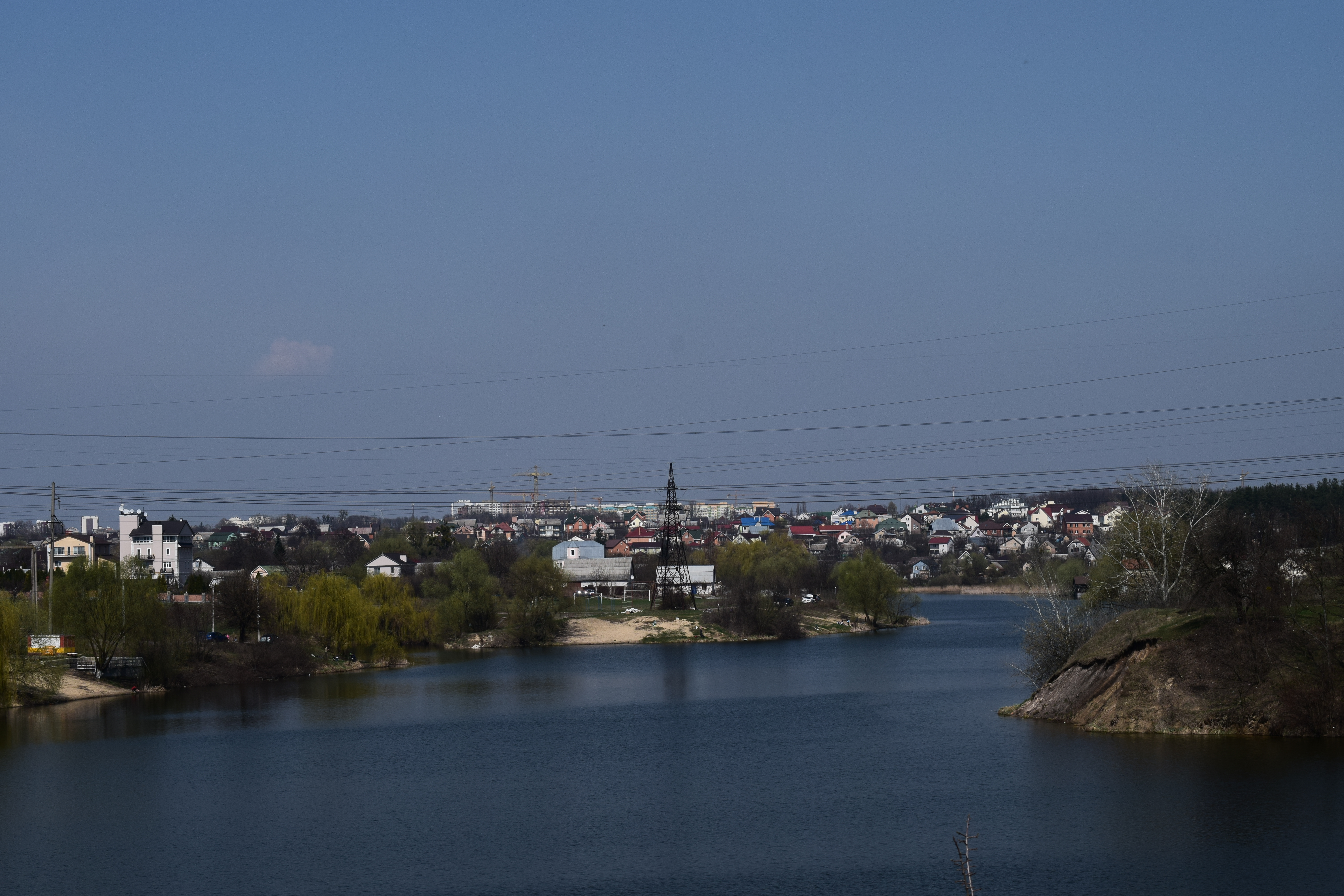
Krjukiwschtschyna, Blick vom Fluss.
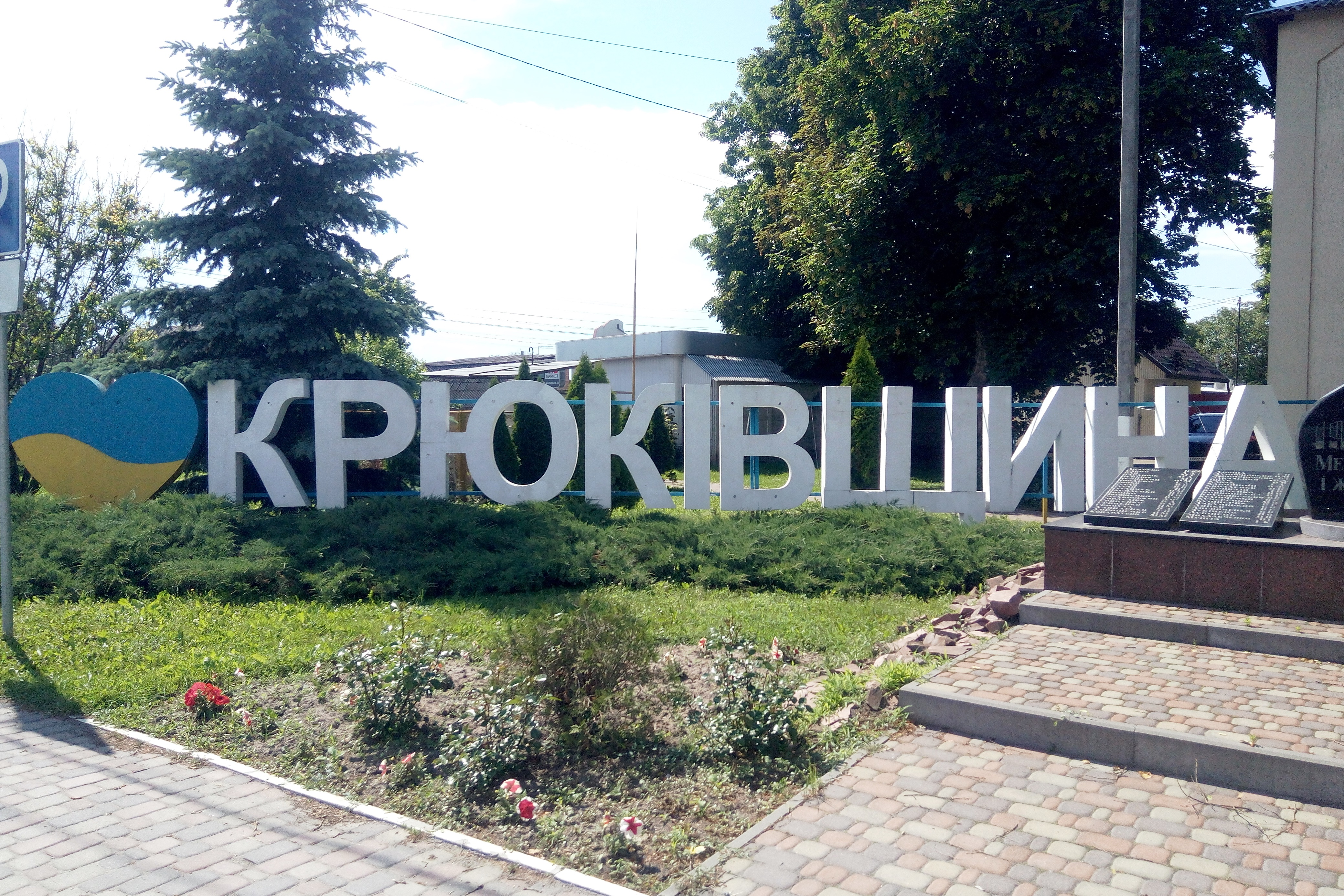
Kunstobjekt „Ich liebe Krjukiwschtschyna“
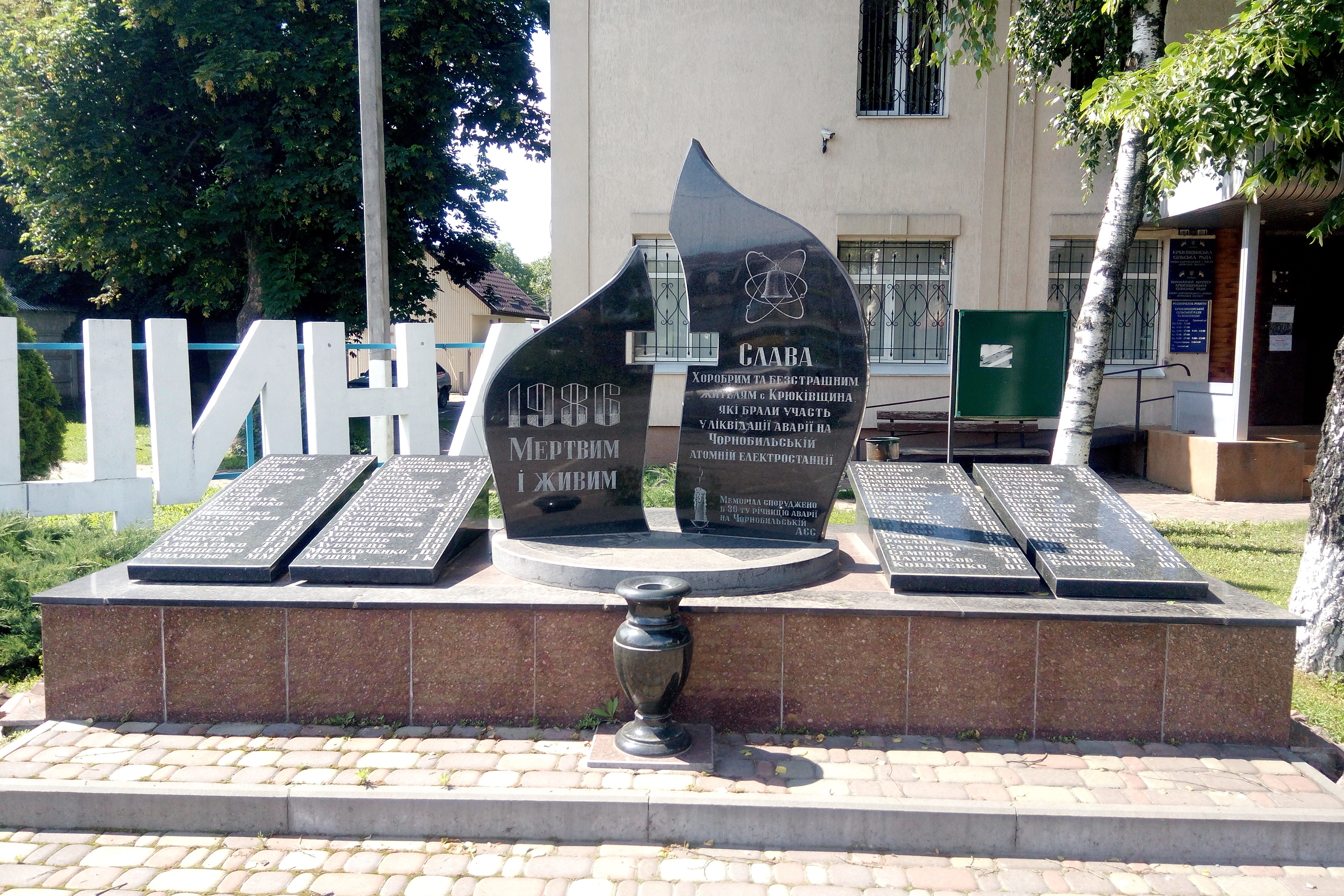
Denkmal für die Opfer von Tschernobyl
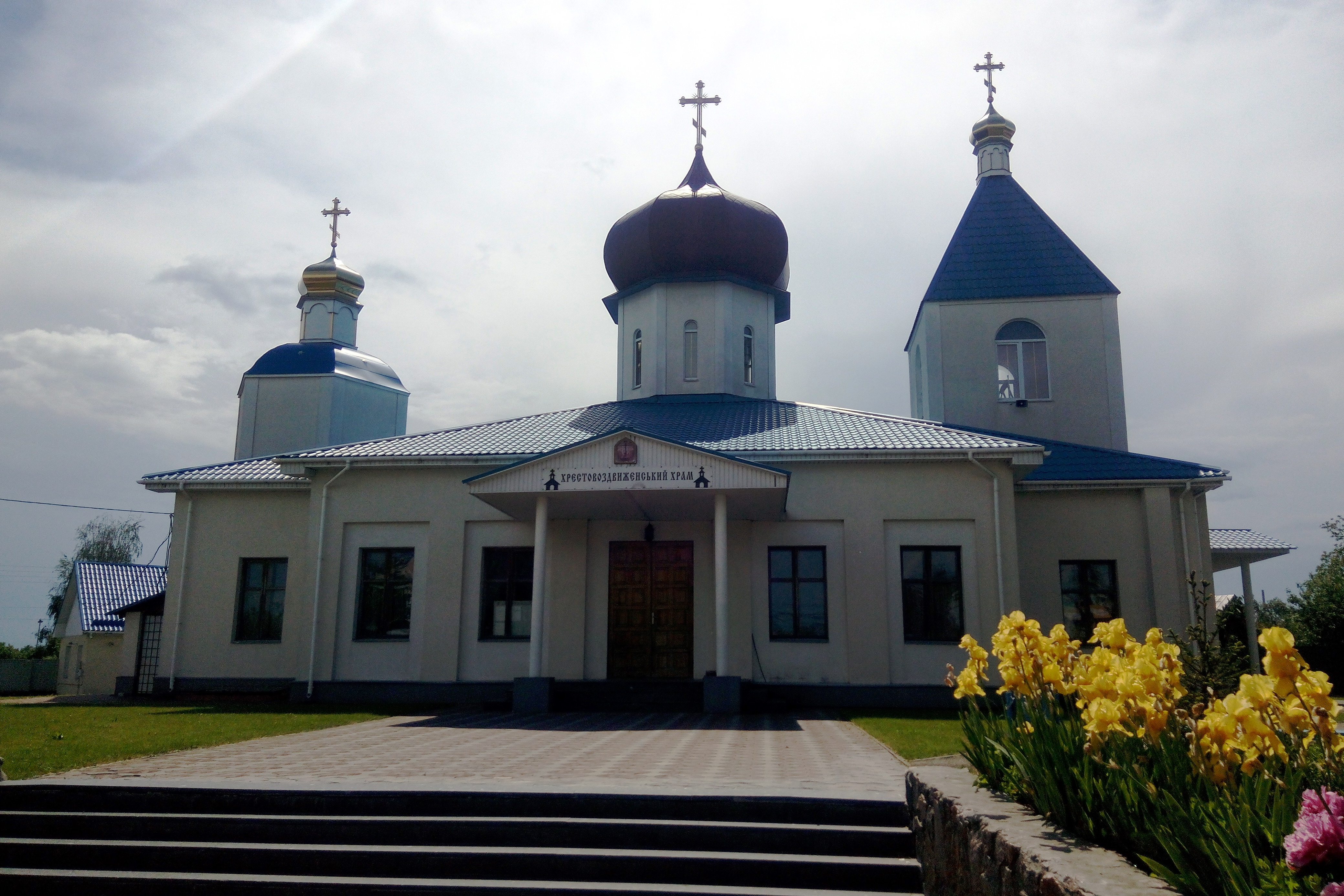
Kirche der Kreuzerhöhung (UOK-MP)
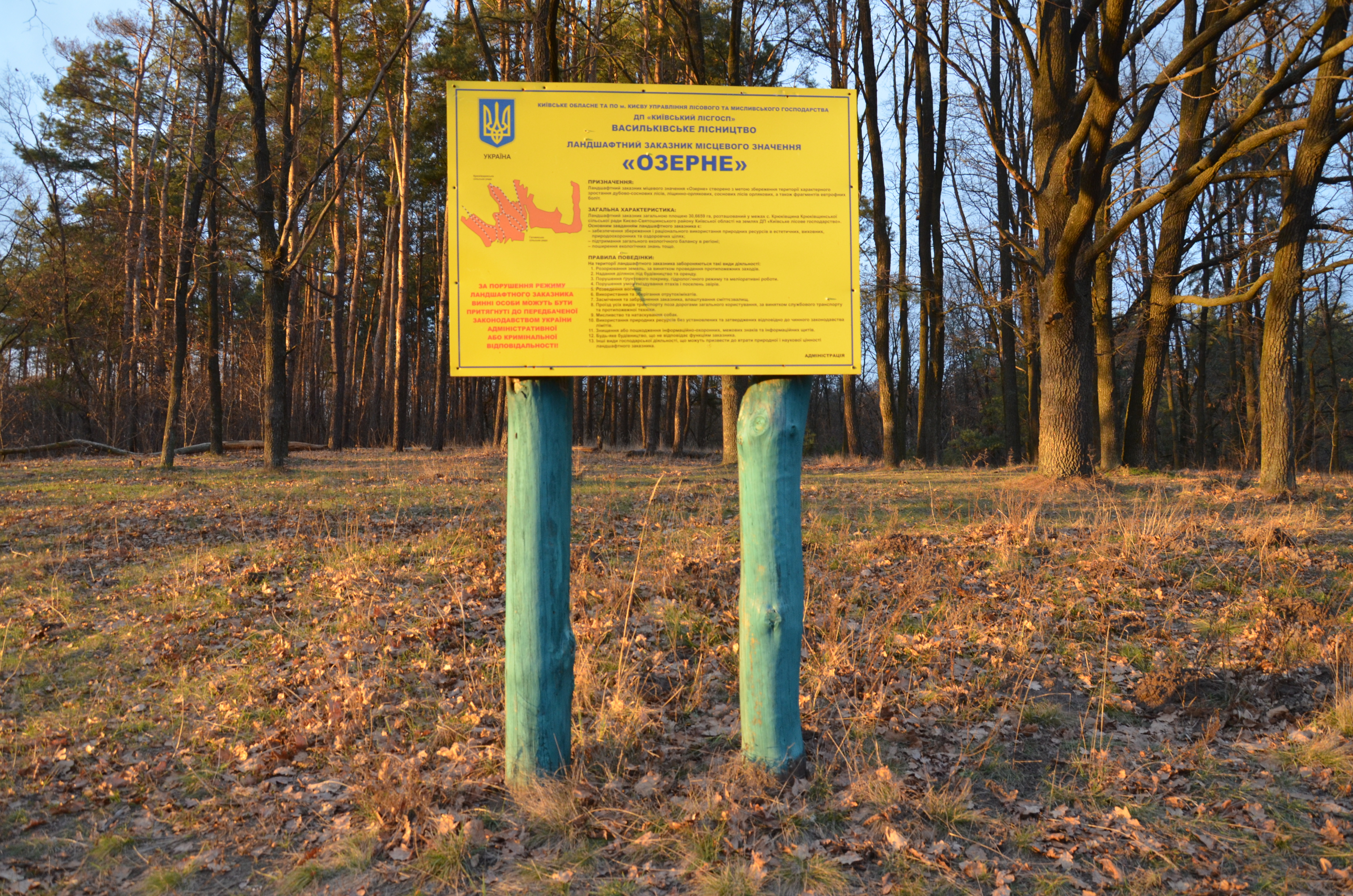
Landschaftsschutzgebiet „Ozerny“